# Містер Олімпія 1997
Містер Олімпія 1997 — одне з найбільш значущих міжнародних змагань з культуризму, що пройшло під егідою Міжнародної федерації бодібілдингу (англ. International Federation of Bodybuilding, IFBB) 20 вересня 1997 року в Лонг Біч, США. Попереднє суддівство проходило у п'ятницю ввечері, фінал увечері у суботу. Доріан Єйтс завоював свій останній шостий титул у кар'єрі. Незадовго до змагань Єйтс отримав другу серйозну травму в кар'єрі - розрив трицепса, йому довелося знизити навантаження, але на той час він уже вийшов на пік форми і травма не завадила йому перемогти.

## Результати
Загальна сума призу склала $285 000.
| Місце | Приз     | Ім'я                         |
| ----- | -------- | ---------------------------- |
| 1     | $110,000 | Велика Британія Доріан Єйтс  |
| 2     | $50,000  | Югославія Нассер Ель Сонбаті |
| 3     | $30,000  | США Шон Рей                  |
| 4     | $25,000  | США Кевін Леврон             |
| 5     | $15,000  | Канада Пол Діллет            |
| 6     | $10,000  | Австралія Лі Пріст           |
| 7     | $8,000   | Швейцарія Жан-П'єр Фукс      |
| 8     | $7,000   | США Кріс Корм'є              |
| 9     | $6,000   | США Ронні Коулмен            |
| 10    | $5,000   | Югославія Мілош Шарчев       |
| 11    |          | США Майк Франсуа             |
| 12    |          | Барбадос Шарль Клермонте     |
| 13    |          | США Майк Матараццо           |

## Визначні події
- Доріан Єйтс виграв свій шостий поспіль титул Містер Олімпія, незважаючи на розрив лівого трицепса за три тижні до змагань
- Флекс Віллер знявся зі змагань після того, як його машину викрали двоє злодіїв, з якими він боровся і відлякав їх, але не раніше, ніж отримав кілька синців і пошкоджень руки[3]
- Цього року змагання проходили у дводенному форматі: відбір у п'ятницю ввечері, а фінал у суботу ввечері, востаннє таке відбувалося у 1989 році
- Під час змагань Кевін Леврон посів 6 місце, Лі Пріст - 5, а Пол Діллетт - 4, через 2 години після змагань результати були змінені.